# Pavlovac, Banjaluka
Pavlovac je naselje v mestu Banjaluka, Bosna in Hercegovina. 

## Deli naselja
Ćutkovići, Divljaci, Domazeti, Dragojevići, Đuranovići, Đurđevići, Guzijani, Kopanje, Mihailovići, Ninkovići, Pavlovac, Račići, Stijakovići, Šoboti in Tice.

## Prebivalstvo
| Pregled števila prebivalcev po letih | Pregled števila prebivalcev po letih | Pregled števila prebivalcev po letih | Pregled števila prebivalcev po letih | Pregled števila prebivalcev po letih | Pregled števila prebivalcev po letih |
| ------------------------------------ | ------------------------------------ | ------------------------------------ | ------------------------------------ | ------------------------------------ | ------------------------------------ |
| 1948                                 | 1953                                 | 1961                                 | 1971                                 | 1981                                 | 1991                                 |
| -                                    | -                                    | 639                                  | 663                                  | 772                                  | 1.522                                |

| Narodna sestava prebivalstva po letih                                                                                       | Narodna sestava prebivalstva po letih                                                                                           | Narodna sestava prebivalstva po letih                                                                                             |
| --- | --- | --- |
| 1971 | 1981 | 1991 |
| . skupaj: 663 Srbi 607 (91,55 %) Hrvati 55 (8,29 %) Muslimani 0 (0,00 %) Jugoslovani 1 (0,15 %) drugi in neznano 0 (0,00 %) | . skupaj: 772 Srbi 556 (72,02 %) Hrvati 34 (4,40 %) Muslimani 0 (0,00 %) Jugoslovani 92 (11,91 %) drugi in neznano 90 (11,65 %) | . skupaj: 1.522 Srbi 1.377 (90,47 %) Hrvati 26 (1,70 %) Muslimani 7 (0,45 %) Jugoslovani 39 (2,56 %) drugi in neznano 73 (4,79 %) |